# 파라마운트 픽처스의 영화 목록
다음은 파라마운트 픽처스의 주요 작품 목록이다.

## 작품 목록
- 파라마운트 픽처스의 영화 목록 (1990-1999년)
- 파라마운트 픽처스의 영화 목록 (2000-2009년)
- 파라마운트 픽처스의 영화 목록 (2010-2019년)
- 파라마운트 픽처스의 영화 목록 (2020-2029년)

## 같이 보기
- 파라마운트 픽처스
- 분류:제작사별 영화 목록